# Ringgenberg (BE)
Ringgenberg (BE) is een gemeente en plaats in het Zwitserse kanton Bern, en maakt deel uit van het district Interlaken-Oberhasli.
Ringgenberg (BE) telt 2.642 inwoners.